# Джонс (тауншип, Миннесота)
Джонс (англ. Jones) — тауншип в округе Белтрами, Миннесота, США. На 2000 год его население составило 277 человек.

## География
По данным Бюро переписи населения США площадь тауншипа составляет 93,3 км², из которых 91,7 км² занимает суша, а 1,6 км² — вода (1,72 %).

## Демография
По данным переписи населения 2000 года здесь находились 277 человек, 99 домохозяйств и 77 семей.  Плотность населения —  3,0 чел./км².  На территории тауншипа расположено 112 построек со средней плотностью 1,2 построек на один квадратный километр. Расовый состав населения: 95,67 % белых, 1,44 % коренных американцев и 2,89 % приходится на две или более других рас.
Из 99 домохозяйств в 39,4 % воспитывались дети до 18 лет, в 66,7 % проживали супружеские пары, в 7,1 % проживали незамужние женщины и в 22,2 % домохозяйств проживали несемейные люди. 20,2 % домохозяйств состояли из одного человека, при том 9,1 % из — одиноких пожилых людей старше 65 лет. Средний размер домохозяйства — 2,80, а семьи — 3,14 человека.
31,0 % населения — младше 18 лет, 7,2 % — в возрасте от 18 до 24 лет, 28,9 % — от 25 до 44, 22,4 % — от 45 до 64, и 10,5 % — старше 65 лет. Средний возраст — 35 лет. На каждые 100 женщин приходилось 111,5 мужчин.  На каждые 100 женщин старше 18 приходилось 112,2 мужчин.
Средний годовой доход домохозяйства составлял 38 750 долларов, а средний годовой доход семьи —  50 000 долларов. Средний доход мужчин —  29 000  долларов, в то время как у женщин — 20 625. Доход на душу населения составил 13 612 долларов. За чертой бедности находились 5,9 % семей и 7,3 % всего населения тауншипа, из которых 2,1 % младше 18 и 24,0 % старше 65 лет.